# COinS
ContextObjects in Spans, almindeligvis forkortet COinS, er en metode til at integrere bibliografiske metadata i HTML-koden på websider. Dette giver mulighed for bibliografisk software til at offentliggøre maskinlæsbare bibliografiske poster og for klient-reference management software til at hente bibliografiske metadata. Metadata kan også blive sendt til en OpenURL resolver. Dette giver mulighed for, eksempelvis at søge efter en kopi af en bog i ens eget lokale bibliotek.

## Opsummering af datamodellen
Fra OpenURL 1.0 låner COinS en af sine serialisering formater ("KEV") og nogle ContextObject metadata-formaterne, der indgår i OpenURL retningslinjer for gennemførelsen. ContextObject implementeringsretningslinjer til COinS omfatter fire publikationstyper (artikel med flere undertyper, bog -, patent -, og generisk) og et par enkle områder. Men retningslinjerne er ikke nødvendig del af COinS, så standarden giver ikke en streng metadata model som Dublin Core eller Bibliografiske Ontologi.

## Brug på web-steder
De følgende websteder gør brug af COinS:
- Citebase
- CiteULike
- Copac
- HubMed
- Mendeley[3]
- Wikipedia
- WorldCat

## Klient-værktøjer
Klient-værktøjer, som kan gøre brug af COinS, omfatter:
- BibDesk
- Bookends (Mac)
- Citavi
- LibX
- Mendeley
- ResearchGate
- Sente (Mac)
- Zotero